# San Francisco de la Cruz
San Francisco de la Cruz es una localidad del estado mexicano de Guanajuato. Es parte del municipio de Yuriria.

## Toponimia
El nombre «San Francisco» hace referencia al santo patrono de la localidad: Francisco de Asís.

## Demografía
| Gráfica de evolución demográfica |
|                                  |

| Censo | Población |
| ----- | --------- |
| 1900  | 315       |
| 1910  | 344       |
| 1921  | 211       |
| 1930  | 161       |
| 1940  | 212       |
| 1950  | 227       |
| 1960  | 376       |
| 1970  | 637       |
| 1980  | 894       |
| 1990  | 1 280     |
| 2000  | 1 405     |
| 2010  | 1 542     |
| 2020  | 1 764     |